# Cosmopterix wongsirii
Cosmopterix wongsirii là một loài bướm đêm thuộc họ Cosmopterigidae. Loài này có ở Thái Lan.